# Koetari Rivier
Koetari Rivier är ett vattendrag i Guyana, på gränsen till Surinam. Det ligger i den sydöstra delen av landet, 500 km söder om huvudstaden Georgetown.